# Saint-Jean-de-Folleville
Saint-Jean-de-Folleville is een gemeente in het Franse departement Seine-Maritime (regio Normandië) en telt 829 inwoners (2005). De plaats maakt deel uit van het arrondissement Le Havre.

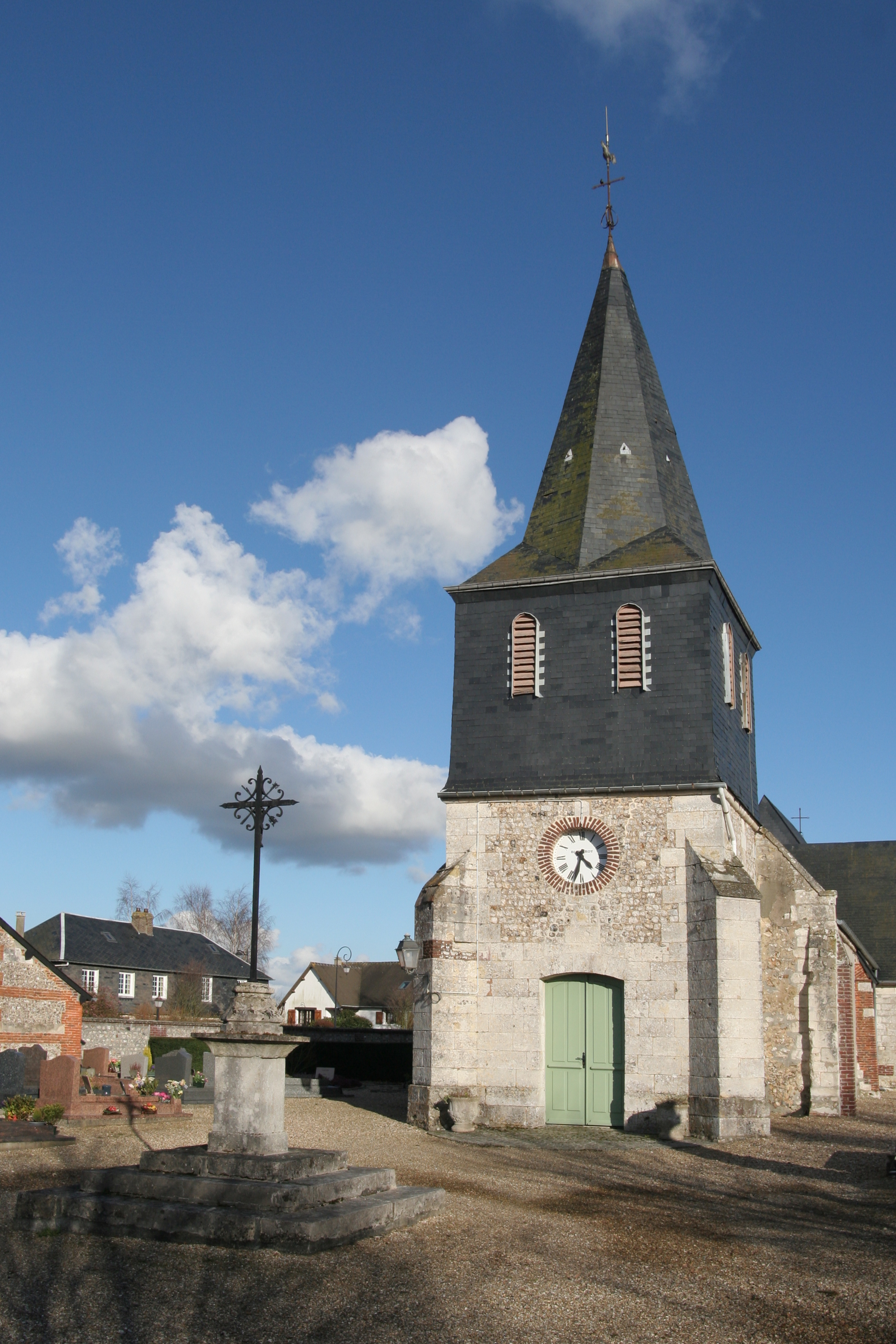
Johannes de Doperkerk
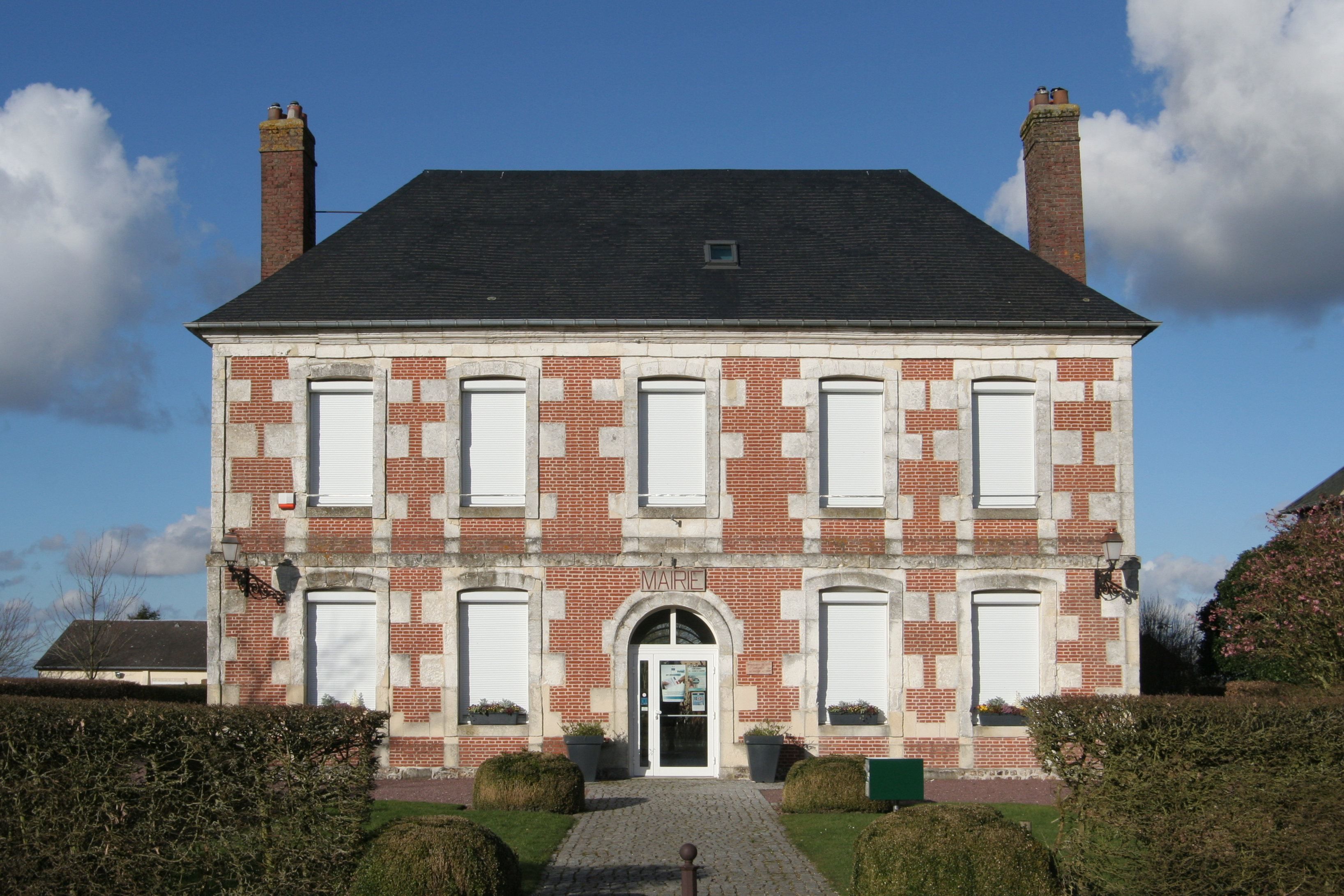
Gemeentehuis

## Geografie
De oppervlakte van Saint-Jean-de-Folleville bedraagt 13,8 km², de bevolkingsdichtheid is 60,1 inwoners per km².
De onderstaande kaart toont de ligging van Saint-Jean-de-Folleville met de belangrijkste infrastructuur en aangrenzende gemeenten.

## Demografie
Onderstaande figuur toont het verloop van het inwonertal (bron: INSEE-tellingen).